# Monterrey Open 2012
Monterrey Open 2012 var en professionel tennisturnering for kvinder, der blev spillet på udendørs hard court. Det var den 4. udgave af Monterrey Open. Turneringen var en del af WTA Tour 2012. Kampene blev afviklet i Monterrey, Mexico, fra 20. februar til 26. Februar.

## Finalerne

### Single
Uddybende artikel: Monterrey Open 2012 (damesingle)
 Timea Babos –  Alexandra Cadantu, 6–4, 6–4
- Det var Babos' første titel.

### Double
Uddybende artikel: Monterrey Open 2012 (damedouble)
 Sara Errani /  Roberta Vinci –  Kimiko Date-Krumm /  Zhang Shuai, 6–2, 7–6(6)